# 戈爾迪角
戈爾迪角（英語：Cape Goldie），是南極洲的海岬，位於沙克爾頓海岸，處於羅布冰川終點南面，俯瞰羅斯冰架，由英國探險隊發現，現時由南極條約體系管理。